# Szabó Gyula (sporttörténet-kutató)
Szabó Gyula (Dorog, 1969. május 7. –) hisztotechnikus, immunhisztokémiai szakasszisztens, sporttörténelem-kutató és -író, közéleti személyiség.
Hivatásában számos tudományos munkát végzett, kutatásokban vett részt, elsősorban a daganatok és a rákbetegségek terén. Másrészről lelkes sportbarát, 1997 óta sporttörténet kutatással és írással foglalkozik, valamint Dorog város kulturális életében játszott szerepet. Az egyik kezdeményezője és alapító tagja, majd vezetője volt a Dorogi Sportmúzeumnak. Ezen felül zenei vonalon is tevékenykedik. 2006 óta Buenos Airesben (Argentína) élt, jelenleg pedig az Amerikai Egyesült Államokban, Walnut Creek (Kalifornia) városában él.

## Életpályája[1]
Általános iskolai tanulmányait a dorogi Dózsa György Általános Iskolában végezte 1983-ban, majd a Dobó Katalin Gimnázium és Egészségügyi Szakközépiskola egészségügyi szakán érettségizett Esztergomban, 1987-ben. 1978 és 1984 között a Dorogi AC utánpótlás csapatainak volt igazolt játékosa, de iskolai tanulmányai miatt kénytelen volt befejezni az aktív sportot. 1983 és 1997 között a Magyar Vöröskereszt tagja volt. Pályafutását klinikai laboratóriumi asszisztensként kezdte, majd a patológiára szakosodott. Budapesten szerzett diplomát Általános Laboratóriumi Asszisztens szakon 1990-ben, Kórbonctani – Hisztotechnikai szakon 1994-ben, majd Hisztokémiai – Immunhisztokémiai szakon 1996-ban. Kiegészítésként alapfokú fizikoterápiás képesítést szerzett az Országos Korányi Intézetben 1995-ben, valamint Olimpiai szeminárium hallgatója volt az SOTE TF karán, 2001-ben.
Korábbi munkahelyei voltak az EVT Egyesített Kórházai és Rendelőintézetei, majd jogutódja, a Vaszary Kolos Kórház, ahol 2003-ig dolgozott Esztergomban és Dorogon, majd az Országos Korányi TBC- és Pulmonológiai Intézet, az amerikai IVAX Gyógyszerkutató Intézet, a Szent István Egyetem Állatorvos-Tudományi Kar Törvényszéki és Kórbonctani Tanszéke, valamint a Szent János Kórház és Kísérleti Rákkutató Centrum következett, ahol laboratóriumi vezető volt. Utóbbi két intézetben párhuzamosan dolgozott 2004. és 2006. között. 1998-ban a Pathologus Asszisztensek Magyarországi Egyesültének (PAME) volt az elnökségi tagja, jelenleg a Magyar Egészségügyi Szakkamara és a PAME tagja. Számos szakmai publikációja és tudományos munkája jelent meg. 1997 óta foglalkozik sporttörténet kutatással, több sporttémájú kiadvány szerzője és társszerzője. Dorogi sportereklyék tervezője, valamint sportrendezvények szervezője és levezetője volt. 
1998 és 2002 között a Dorogi FC elnökségi tagja, valamint a Dorog-Szurkolók Baráti Körének elnöke, 1999 és 2006 között pedig a Dorogi Sportmúzeum vezetője volt. Többször tett látogatást Dél-Amerikában – Argentína, Uruguay, Brazília, Chile és Paraguay érintésével – ahol sport- és kultúrtörténeti kutatásokat végzett. A 2003-ban megnyílt Maradona múzeum első magyar látogatója volt. Kapcsolatot épített ki az Argentin labdarúgó-szövetséggel, a River Plate egyesülettel és a Colonia del Sacramento Sport Clubbal. Többször szerepelt az argentin televízióban. 1988 és 2006 között zenei tevékenységet folytatott különböző rockzenekarok tagjaként. 1990-ben szerezte a félhivatalos dorogi szurkoló-indulót Hajrá Bányász! címmel. 2006-ban kötött házasságot.
Felesége Szabó Erika, akivel röviddel a házasság kötés után Argentínába költözött, ahol a sportkapcsolatai ápolása mellett kórházakkal ismerkedett, valamint hozzájárult az argentin egyetem (UBA) egyik diplomamunkájához. Gyermekük, Emília Mirabel születése miatt – kihasználva felesége kettős állampolgárságát és az ezáltal kapott betegbiztosítást – az Amerikai Egyesült Államokba költöztek, aki már Kaliforniában született 2007-ben. Jelenlegi munkahelye az University of California Medical Center, San Franciscoban, ahol egy speciális kutatócsoport tagjaként, a veseátültetésen átesett betegek immunológiai változásait vizsgálják.   

### Sporttevékenységei[2]
- 1978 – 1984 között a Dorogi Bányász SC. utánpótlás labdarúgó csapatainak igazolt játékosa. (Edzői voltak: Palotás Imre, id. Varga János, Ilku István, Horváth Péter, Kruzslik János és Ecker Róbert.
- 1997 óta sporttörténet kutató és író.
- 1998 – 2002 között a Dorogi FC. elnökségi tagja.
- 1998 – 2001 között a Dorog-Szurkolók Baráti Körének elnöke.
- 1999 – 2006 között a Dorogi Sportmúzeum vezetője.
- 1999 – 2003 között a Dorogi FC. stúdiósa, műsorközlője és bemondója.
- 2002 – 2006 között a Dorogi Szénmedence Sportjáért Alapítvány Ellenőrző Bizottságának tagja.
- 2009 óta sporttémájú tudósításokat közöl a dél-amerikai labdarúgó bajnokságokról, kupamérkőzésekről és világbajnoki selejtező mérkőzésekről a Civil Rádió Planet Mambó című műsorában.

### Zenei tevékenységei[3]
- Alapító tagja és gitáros énekese a Kadaverin együttesnek 1989-1994.
- D.H.N. metal zenekar énekese 1990.
- Sötét álom című demo kazetta a D.H.N. együttessel, 1990.
- Rádiószereplés a D.H.N. együttessel Nagy Feró Garázs című műsorában, 1991.
- Alapító tagja és gitáros énekese az Írottkő Műhely együttesnek 2002-2006.
- Útra kelek című demo kazetta az Írottkő Műhely együttessel, 2004.
- Alapító tagja és gitáros énekese a Rák-Ászok pathologus zenekarnak 2005-2006.
- 2007 óta alkalmanként szólóban lép fel San Francisco East Bay Area városaiban.

## Főbb művei

### Tudományos munkái[4]
- A dorogi és esztergomi lakosok körében előforduló rosszindulatú daganatos megbetegedések (feldolgozó Dr. Károlyi Péter mellett, 1997)
- Asbestosis a nyergeújfalusi elhunytak körében (tudományos munkatárs Dr. Ashbót Mária mellett, 1998)
- ISO 9002 rendszer a hisztokémiában (1998)
- Negyedik agykamrai plexus chorioideus papilloma 8 éves tibeti masztiffban (társszerző Dr. Jakab Csabával, 2004)
- Laphámrák Mór teknős mellékpajzsmirigyében (társszerző Dr. Gál Jánossal – a világon egyedülálló cikk, 2005)
- Gastro-intestinalis Stromalis tumorok előfordulása és osztályozása Magyarországon (tudományos munkatársként Prof. Dr. Sápi Zoltán mellett, 2006)
- A Parkinson-kór gyógyításának lehetősége elektródával gerjesztett szövetkiégetéses módszerrel (technikai munkatársként Dr. Valálik István mellett, 2006)
- A humán immunhisztokémia vizsgáló módszereinek alkalmazása állati szövetekben és sejtkultúrákon (önálló cikk és előadás – PAME Kongresszuson dicséret, 2006)
- Emlődaganatok kutyákban és macskákban (társszerző Dr. Jakab Csabával, 2006)

### Sporttémájú publikációi[1]
- Hogy is volt? A dorogi labdarúgás történetének elmúlt 20 éve (I-II. kötet), 1997-98
- DTU Hírek- Múltidéző (rovatvezető), 1998
- Jó szerencsét! Dorogi Futball Info 1999-2002
- Ria! Ria! Hungária! Az MLSZ centenáriumi könyve (adatközlő), 2001
- Dorogi Olimpikonok (társszerző: Győr Béla), 2001
- Bányászkalapácsos csapatok (társszerző Turay Zoltán mellett), 2002
- A Dorogi stadion története 2002
- Dorogiak a világbajnokságokon (társszerző: Győr Béla), 2004
- A Dorogi sportegyesület 90 éves története, 2004
- Város születik (társszerző), 2004
- Közhírré Tétetik Dorogon (cikkíró), 2001-2006

## Kitüntetések, díjak[5]
- Kiváló vöröskeresztes munkáért, 1985
- Amatőr Művészek Bemutatója, Veszprém, a zsűri különdíja, 1991
- A Dorogi FC. 85. éves fennállásának alkalmából rendezett ünnepségért és a Dorogi Sportmúzeumért végzett kiváló munkáért, 1999

## Külső hivatkozások
- University of California, San Francisco hivatalos honlapja
- Staff Research Associates
- UCSF On-line Campus Directory
- Dorogi FC hivatalos honlapja
- Dorog város hivatalos honlapja
- Civil Rádió hivatalos honlapja